# Hazuki Watanabe
Hazuki Watanabe (Mie, 7 augustus 2004) is een Japanse gymnaste. In 2022 werd ze wereldkampioen op balk.

## Resultaten
| Jaar | Plaats                        | Resultaten     |
| ---- | ----------------------------- | -------------- |
| 2022 | Wereldkampioenschap Liverpool | balk · 7e team |

1938: Vlasta Děkanová  
· 1950: Helena Rakoczy  
· 1954: Keiko Tanaka  
· 1958: Larissa Latynina  
· 1962: Eva Bosáková  
· 1966: Natalja Koetsjinskaja  
· 1970: Erika Zuchold  
· 1974: Ljoedmila Toerisjtsjeva
· 1978: Nadia Comăneci
· 1979: Věra Černá 
· 1981: Maxi Gnauck  
· 1983: Olga Mostepanova  
· 1985: Daniela Silivaș  
· 1987: Aurelia Dobre  
· 1989: Daniela Silivaș  
· 1991: Svetlana Boginskaja  
· 1992: Kim Zmeskal  
· 1993: Lavinia Miloșovici  
· 1994: Shannon Miller  
· 1995: Mo Huilan  
· 1996: Dina Kochetkova  
· 1997: Gina Gogean  
· 1999: Ling Jie  
· 2001: Andreea Răducan  
· 2002: Ashley Postell  
· 2003: Fan Ye  
· 2005: Nastia Liukin 
· 2006: Iryna Krasnianska  
· 2007: Nastia Liukin  
· 2009: Deng Linlin  
· 2010: Ana Porgras  
· 2011: Sui Lu
· 2013: Aliya Mustafina
· 2014: Simone Biles
· 2015: Simone Biles
· 2017: Pauline Schäfer
· 2018: Liu Tingting
· 2019: Simone Biles
· 2021: Urara Ashikawa
· 2022: Hazuki Watanabe
· 2023: Simone Biles